# Ussel-d’Allier
Ussel-d’Allier ist eine französische Gemeinde mit 168 Einwohnern (Stand: 1. Januar 2022) im Département Allier in der Region Auvergne-Rhône-Alpes (bis 2015 Auvergne). Sie gehört zum Arrondissement Vichy und zum Gemeindeverband Saint-Pourçain Sioule Limagne. Die Bewohner werden Usselois und Usseloises genannt.

## Geografie
Die Gemeinde Ussel-d’Allier liegt im Hügelland zwischen den Flüssen Bouble und Sioule nördlich des Zentralmassives in der Limagne Bourbonnaise, einem Teil der historischen Provinz Bourbonnais, etwa 20 Kilometer nordwestlich von Vichy. Das waldarme, 8,02 km² umfassende Gemeindegebiet besteht aus einem Streifen trockengelegtem Sumpfland im Westen und einer allmählich nach Osten ansteigenden Landschaft, die von Äckern und Weiden geprägt wird. Der mit 390 Metern über dem Meer höchste Punkt im Gemeindegebiet liegt südwestlich des Dorfes Ussel. Zur Gemeinde zählen des Weiteren die Ortsteile und Weiler Leu, La Croizette, Les Marais, La Garde, La Baillie und Les Marais de la Flotte. Beim Ort Leu durchquert das Flüsschen Boublon das Gemeindegebiet. Umgeben wird Ussel-d’Allier von den Nachbargemeinden Fourilles im Norden, Étroussat im Nordosten und Osten, Saint-Germain-de-Salles im Südosten, Charroux im Südwesten, Taxat-Senat im Westen sowie Chantelle im Nordwesten.

## Ortsname
Der Name stammt aus dem Gallischen Uxellos, was so viel wie Hochrangigkeit bedeutet.
1913 wurde der Namenszusatz d’Allier hinzugefügt, um die Gemeinde von anderen namens Ussel zu unterscheiden.

## Bevölkerungsentwicklung
| Jahr      | 1962 | 1968 | 1975 | 1982 | 1990 | 1999 | 2006 | 2013 | 2022 |
| Einwohner | 210  | 184  | 164  | 163  | 147  | 146  | 149  | 152  | 168  |

Im Jahr 1800 wurde mit 900 Bewohnern die bisher höchste Einwohnerzahl ermittelt. Die Zahlen basieren auf den Daten von cassini.ehess und INSEE.

## Sehenswürdigkeiten
- Kirche Saint-Isidore
- Château de la Croizette
- Marienstatue
- Gefallenen-Denkmale (am Friedhof und in der Kirche)
- mehrere Flurkreuze

Siehe auch: Liste der Monuments historiques in Ussel-d’Allier

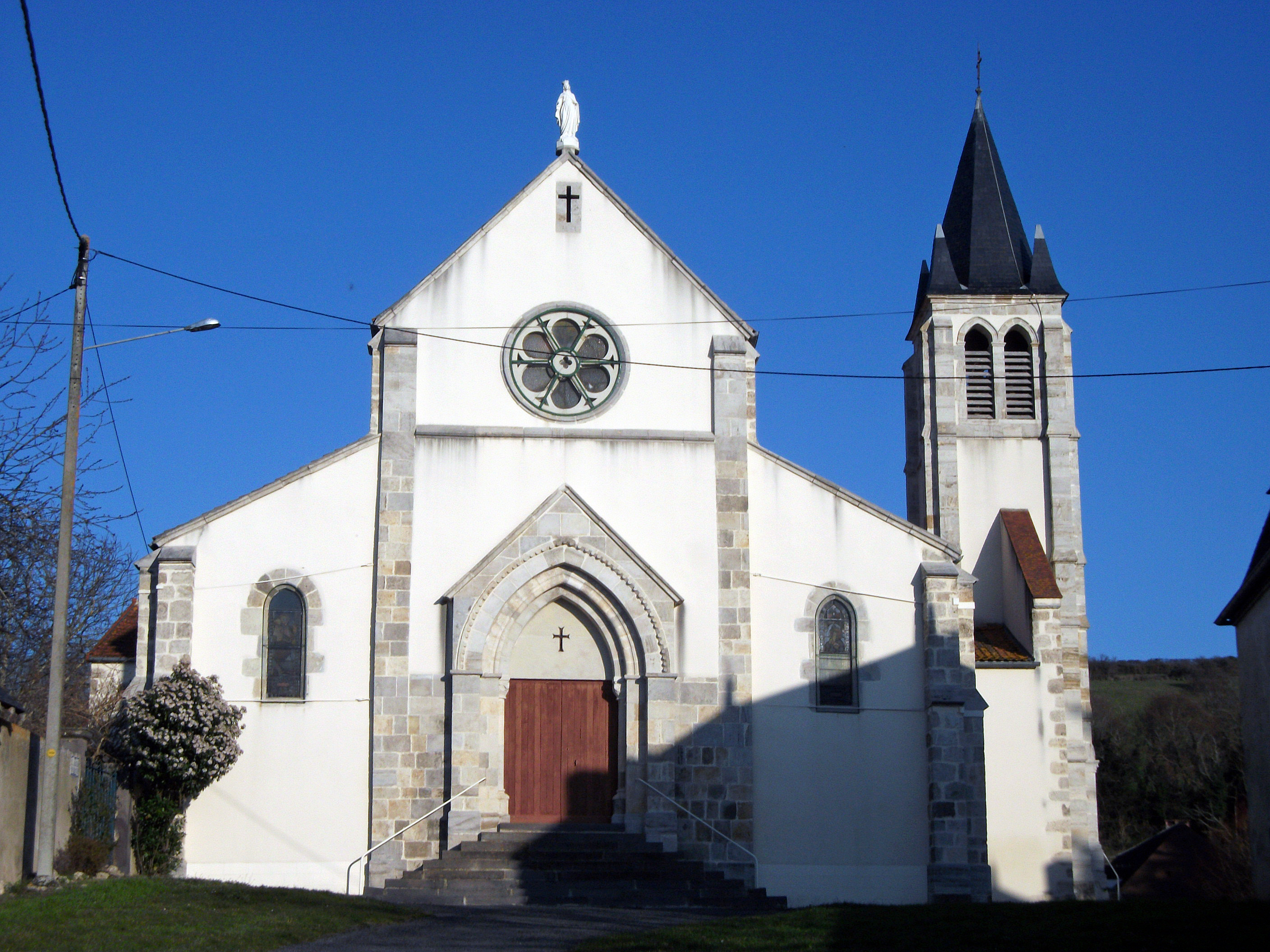
Kirche Saint-Isidore
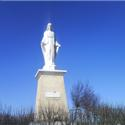
Marienstatue

## Wirtschaft und Infrastruktur
In Ussel-d’Allier sind acht Landwirtschaftsbetriebe ansässig (Getreideanbau, Rinderzucht). Obwohl inmitten des Weinbaugebietes Saint-Pourçain (AOC) gelegen, gibt es in Ussel-d’Allier keinen Weinbau.
In der 14 Kilometer südlich gelegenen Kleinstadt Gannat besteht ein Anschluss an die Autoroute A719. Der Bahnhof Gannat liegt an der Cevennenbahn.

## Belege
1. ↑  Ortsname auf fr.wiktionary.org (französisch)
2. ↑  Ortsname auf cassini.ehess.fr
3. ↑  Ussel-d’Allier auf cassini.ehess
4. ↑  Ussel-d’Allier auf INSEE
5. ↑  Landwirtschaftsbetriebe auf annuaire-mairie.fr (französisch)